# أغسطس ويتمان
أغسطس ويتمان (20 يوليو 1895 - 29 مارس 1977) كان جنرالًا ألمانيًا في الفيرماخت خلال الحرب العالمية الثانية. حصل على وسام الفارس الصليبي الحديدي لألمانيا النازية.

## الجوائز والأوسمة
- وسام الفارس الصليبي الحديدي في 21 يونيو 1941 كما أوبرسلوبمينت وقائد Gebirgs-المدفعية-فوج 95 [2]
- الصليب الألماني في الذهب في 25 أغسطس 1944 باعتباره جينيرال لوتنانت وقائد الثلاثة. تقسيم جبيرس [3]

### اقتباسات
1. 1 2 3 4 5  Nuremberg Trials Project (بالإنجليزية), QID:Q78909371
2. ↑  Fellgiebel 2000, p. 364.
3. ↑  Patzwall & Scherzer 2001, p. 519.